# Dylan Playfair
Dylan Playfair (n. 19 de junio de 1992) es un actor canadiense. Es conocido por sus interpretaciones en Travelers, The Order (serie de televisión) como Clay, Descendants 2 y Descendants 3 como Gil.

## Primeros años
Playfair nació en Fort St. James (Columbia Británica) en Canadá, hijo de Jim Playfair, exjugador y entrenador profesional de hockey y Roxanne Playfair, que es cantante. Tiene dos hermanos; uno se llama Austyn y asiste a una escuela de moda y el otro, Jackson, juega hockey. Es canadiense de sexta generación y tiene ascendencia escocesa, inglesa y rumana. Su tío es Larry Playfair exjugador de hockey en NHL. Cuando tenía 19 jugaba hockey en Merrit, Columbia Británica, pero tras descubrir los problemas físicos y mentales que puede provocar jugar decide abandonarlo, se muda a Vancouver, dónde consigue un trabajo como asistente de producción en sets de cine, y tomó clases de actuación por la noche en el programa de actuación en la escuela SchoolCreative por 6 meses.

## Carrera
En 2016, fue elegido para interpretar a Gil, el hijo de Gastón en la película original de Disney Channel Descendants 2, para su audición tuvo que filmar un vídeo suyo desde su hotel en Toronto, y dos semanas después fue elegido.

## Filmografía

### Películas
| Año  | Título                             | Papel           | Notas                  |
| ---- | ---------------------------------- | --------------- | ---------------------- |
| 2012 | Grave Encounters 2                 | Trevor Thompson |                        |
| 2012 | Stanley's Game Seven 3D            | Stan            | Cortometraje           |
| 2013 | Profile for Murder                 | Figurante       | Película de televisión |
| 2013 | Mr. Hockey: The Gordie Howe Story  | Marty Howe      | Película de televisión |
| 2013 | Letterkenny Problems               |                 | Cortometraje           |
| 2013 | Se Eu Tivesse Asas                 | Tylon           |                        |
| 2014 | Beach Head                         | Curtis          | Cortometraje           |
| 2014 | Damaged                            | Dylon           | Película de televisión |
| 2014 | Cheat                              | Recepcionista   |                        |
| 2015 | Bison                              | Kyle            | Cortometraje           |
| 2015 | Never Steady, Never Still          | Jamie           | Cortometraje           |
| 2015 | The Hollow                         | Toby            | Película de televisión |
| 2016 | It Stains the Sands Red            | Robbie          |                        |
| 2016 | Gorgeous Morons                    | AJ              | Película de televisión |
| 2017 | Still/Born                         | Robbie          |                        |
| 2017 | Descendants 2                      | Gil             | Película de televisión |
| 2018 | Under The Sea: A Descendants Story | Gil             | Cortometraje           |
| 2019 | Descendants 3                      | Gil             | Película de televisión |

### Series
| Año       | Título                 | Papel  | Notas          |
| --------- | ---------------------- | ------ | -------------- |
| 2014-2016 | Some Assembly Required | Knox   | Protagonista   |
| 2016      | Haters Back Off!       | Owen   | 3 episodios    |
| 2016      | Travelers              | Kyle   | 3 episodios    |
| 2016-2017 | Letterkenny            | Reilly | Coprotagonista |